# Izdebki (Grande-Pologne)
Pour les articles homonymes, voir Izdebki.
Izdebki (prononciation : [izˈdɛpki], en allemand : Elchenrode) est un  village polonais de la gmina de Łobżenica dans le powiat de Piła de la voïvodie de Grande-Pologne, dans le centre-ouest de la Pologne.
Il se situe à environ 6 kilomètres à l'est de Łobżenica (siège de la gmina), 43 kilomètres à l'est de Piła (siège du powiat), et à 102 kilomètres au nord de Poznań (capitale de la Grande-Pologne).

## Histoire
De 1816 à 1920, Eichenrode fait partie de l'arrondissement de Wirsitz dans le district de Bromberg au sein de la province de Posnanie.
De 1975 à 1998, le village faisait partie du territoire de la voïvodie de Piła.

Depuis 1999, Izdebki est situé dans la voïvodie de Grande-Pologne.
Le village possède une population de 196 habitants en 2007.